# Operación Litani
La operación Litani, más conocida como el conflicto del Sur del Líbano de 1978 o la primera invasión israelí del Líbano, comenzó cuando Israel invadió el sur del Líbano hasta el río Litani el 14 de marzo de 1978. Fue en respuesta a la masacre de la carretera costera cerca de Tel Aviv por parte de militantes palestinos con base en el Líbano. El conflicto provocó la muerte de entre 1100 y 2000 libaneses y palestinos, 18 soldados israelíes y el desplazamiento forzoso de entre 100 000 y 250 000 personas del Sur del Líbano.
Aunque las Fuerzas de Defensa de Israel obtuvieron una victoria militar contra la Organización para la Liberación de Palestina (OLP), que se vio obligada a retirarse del sur del Líbano, no consiguió todos sus objetivos y el Consejo de Seguridad de las Naciones Unidas adoptó las resoluciones 425 y 426 el 19 de marzo de 1978, en las que se instaba a Israel a retirar inmediatamente sus tropas del Líbano y se establecía la Fuerza Provisional de las Naciones Unidas para el Líbano (FPNUL).
Posteriormente y en los siguientes años Israel invadió el Líbano en otras seis ocasiones: en 1982, 1985, 1993, 1996, 2006 y en 2024.

## Antecedentes
A partir de 1968, a pesar de la guerra civil libanesa y de la ocupación siria, la OLP y otras organizaciones palestinas, establecieron por entonces una estructura cuasiestatal en el sur del Líbano, que comparte frontera con Israel, utilizándolo como base para ataques contra objetivos civiles en el norte de Israel. Esto se vio agravado por una afluencia de 3000 militantes de la OLP que huyeron de Jordania después de que el Ejército jordano los expulsara del país, y su posterior reagrupamiento en el sur del Líbano. Israel respondió a los ataques palestinos desde el Líbano con amplios ataques aéreos contra las bases de operaciones de la OLP. 
Como consecuencia de los ataques aéreos israelíes entre 1968 y 1977, algunas de las ciudades y campamentos palestinos del sur del Líbano quedaron totalmente arrasados. Se calcula que, en octubre de 1977, unos 300 000 refugiados, en su mayoría musulmanes chiitas libaneses, habían huido del sur del Líbano.
En noviembre de 1977, un intercambio de disparos provocó la muerte de varias personas a ambos lados de la frontera entre Israel y el Líbano y condujo al bombardeo por parte de Israel de objetivos en el sur del Líbano que mataron a setenta personas, principalmente civiles libaneses.
El 11 de marzo de 1978, un comando palestino de Fatah se infiltró a través de la frontera libanesa y asesinó a una turista estadounidense en la playa, apoderándose a continuación de un autobús en la carretera costera cerca de Haifa, y posteriormente secuestrando un segundo autobús en la ruta a Tel Aviv, causando la muerte de 38 civiles y 76 heridos israelíes. La masacre de la carretera costera, fue el desencadenante para que, tres días después, el gobierno de Menahem Beguin ordenase a las brigadas del Tsahal ocupar un área de unos 1000 km² en el sur del Líbano, con el objeto de eliminar las bases de los fedayines.
El conflicto entre Israel y la OLP, así como las crecientes tensiones políticas entre los maronitas cristianos y los drusos contra los musulmanes, se agregaron a los factores de la guerra civil libanesa entre los años 1975 y 1990.

## Curso de los combates
El 14 de marzo de 1978, Israel lanzó la Operación Litani, después de la masacre de la carretera costera. Sus objetivos declarados eran alejar los grupos militantes palestinos, en particular la OLP, de la frontera con Israel, y reforzar al aliado de Israel en el momento, el Ejército del Sur del Líbano, debido a los ataques contra los cristianos libaneses y judíos, y por el incesante bombardeo en el norte de Israel. La zona al sur del río Litani, con excepción de Tiro, fue invadida y ocupada en una ofensiva que duró una semana.

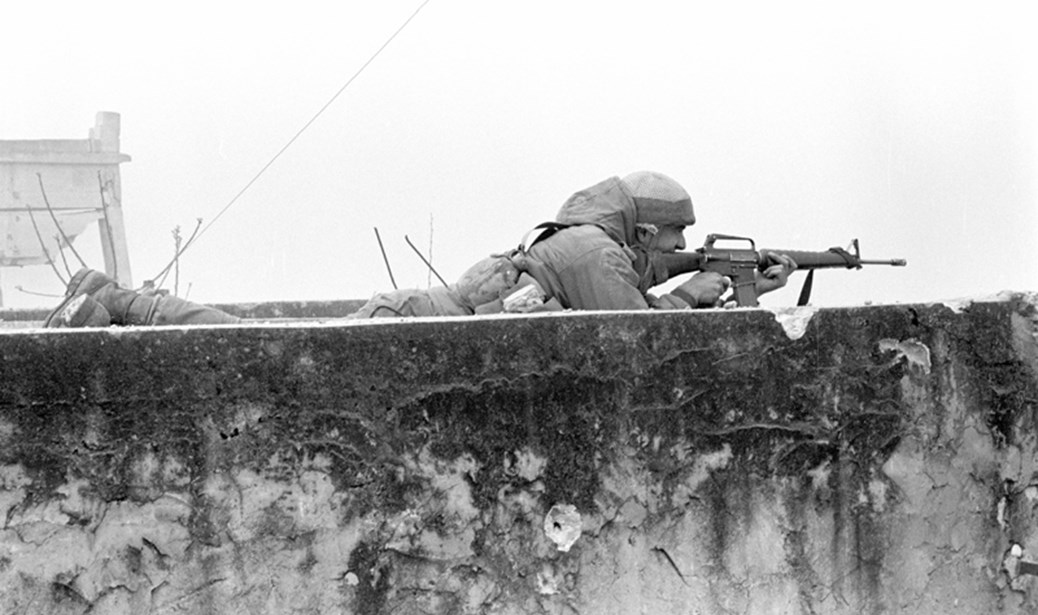
Soldado israelí durante la invasión

La operación comenzó con intensos bombardeos aéreos, de artillería y navales, tras lo cual las fuerzas de infantería y blindadas de las FDI, compuestas por unos 25.000 soldados, entraron en el sur del Líbano. Los israelíes capturaron primero una franja de tierra de aproximadamente 10 kilómetros de profundidad, lanzando un ataque terrestre contra todas las posiciones de la OLP a lo largo de la frontera libanesa con Israel. Las fuerzas terrestres estaban dirigidas por dos comandantes de división y atacaron simultáneamente a lo largo de todo el frente. Los paracaidistas desembarcaron desde helicópteros para capturar todos los puentes sobre el río Litani, cortando la posibilidad de retirada de la OLP, y luego se expandieron hacia el norte hasta el propio río. Los barcos Shayetet 11 se utilizaron como plataforma de transporte para helicópteros para atacar objetivos en la costa norte del Líbano.
Las FDI no lograron enfrentarse a un gran número de fuerzas de la OLP, que se retiraron hacia el norte. Numerosos civiles libaneses murieron a causa de los intensos bombardeos y ataques aéreos israelíes, que también provocaron cuantiosos daños materiales y desplazamientos internos. Según Augustus Richard Norton, profesor de relaciones internacionales de la Universidad de Boston, la operación militar israelí mató a aproximadamente 1100 personas, la mayoría de ellos civiles palestinos y libaneses. Según las FDI, al menos 550 de las víctimas eran militantes palestinos que inicialmente ocupaban la línea del frente y murieron en la operación terrestre de las FDI. Según otras fuentes, alrededor de 2000 libaneses y palestinos fueron asesinados, en su mayoría civiles.
Se estima que el número de personas desplazadas por las operaciones militares oscila entre al menos 100 000 y 250 000. Había tropas sirias desplegadas en el Líbano, algunas de las cuales estaban dentro del alcance visual de las FDI, pero no participaron en los combates. La OLP se retiró al norte del río Litani y siguió atacando a las fuerzas israelíes desplegadas en el Sur del Líbano. Las FDI utilizaron bombas de racimo proporcionadas por los Estados Unidos. Según el presidente estadounidense Jimmy Carter, este uso de dichas bombas violaba el acuerdo legal entre Israel y los Estados Unidos porque las armas habían sido proporcionadas con fines defensivos contra un ataque a Israel. Israel también transfirió armas estadounidenses a la milicia libanesa de Saad Haddad, lo que constituye una violación de la ley estadounidense. La administración de Carter se preparó para notificar al Congreso que se estaban utilizando armas estadounidenses de forma ilegal, lo que habría dado lugar a la interrupción de la ayuda militar a Israel. El cónsul estadounidense en Jerusalén informó al gobierno israelí de sus planes y, según Carter, el primer ministro, Menájem Beguín, dijo que la operación había terminado.

## Resultado de la operación

### Resolución 425

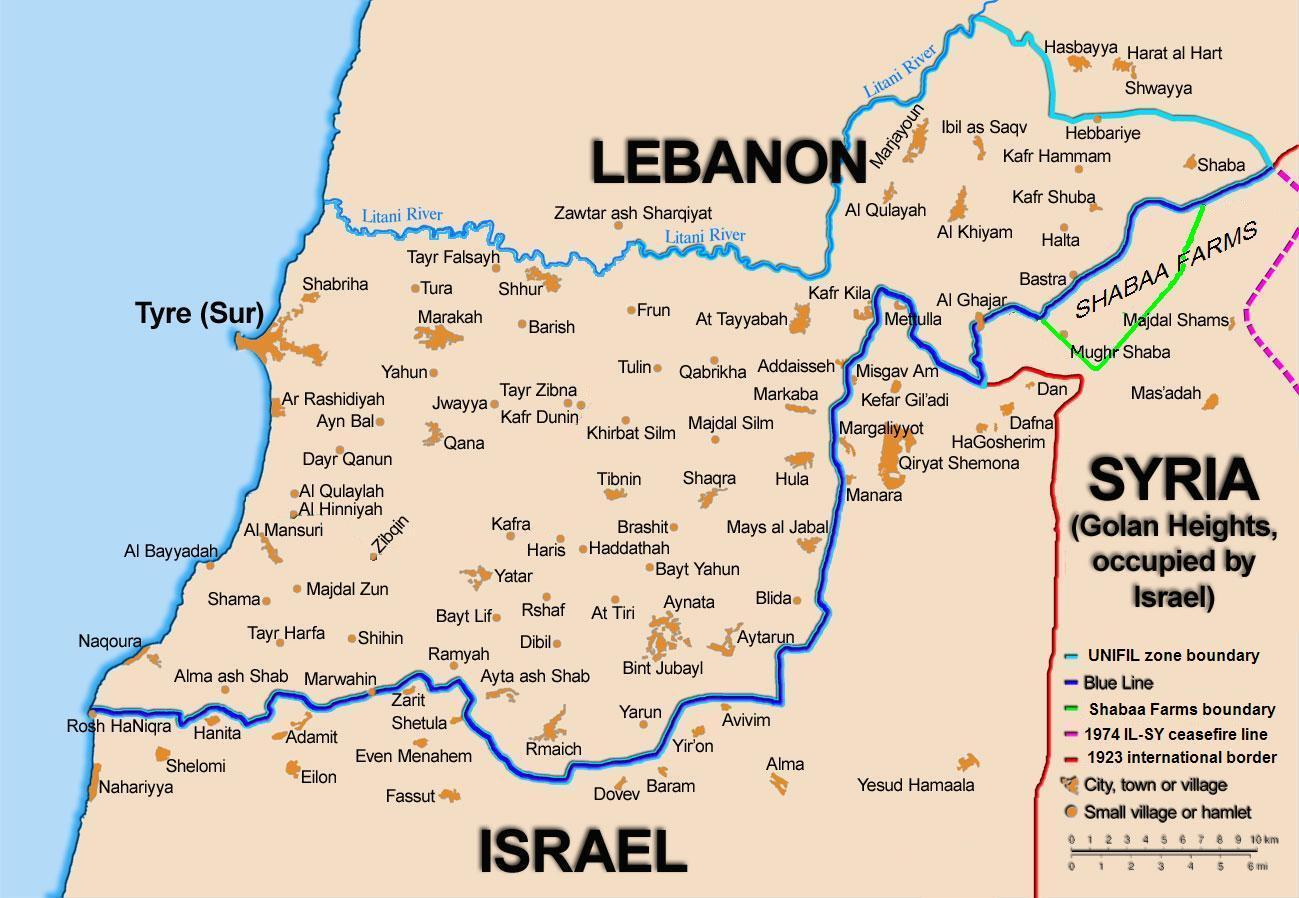
Mapa que muestra la línea de demarcación de la Línea azul entre el Líbano e Israel, establecida por la ONU tras la retirada israelí del sur del Líbano.

En respuesta a la invasión, el Consejo de Seguridad de las Naciones Unidas adoptó las resoluciones 425 y 426, que pedían la retirada de las fuerzas israelíes del Líbano, ambas adoptadas el 19 de marzo de 1978 y creó la «Fuerza Provisional de las Naciones Unidas para el Líbano» (FPNUL) para hacer cumplir ese mandato, específicamente «con el propósito de confirmar la retirada de las fuerzas israelíes, restablecer la paz y la seguridad internacionales y ayudar al Gobierno del Líbano a asegurar el retorno de su autoridad efectiva en la zona». Las fuerzas de la FPNUL llegaron al Líbano el 23 de marzo de 1978 y establecieron su cuartel general en Naqoura.
La Resolución 425 no supuso un cese inmediato de las hostilidades. Los israelíes continuaron las operaciones militares durante dos días más hasta que ordenaron un alto el fuego. La reacción inicial de la OLP fue que la resolución no se aplicaba a ellos porque no mencionaba explicitamente a dicha organización. La dirección de la OLP finalmente ordenó un alto el fuego el 28 de marzo de 1978, después de una reunión entre el comandante de la FPNUL, el general Emmanuel Erskine, y Yasir Arafat en Beirut. Helena Cobban ha descrito el acuerdo como «un punto de inflexión en la historia del momento de resistencia palestina» porque fue la primera aceptación abierta de un acuerdo de alto el fuego con Israel que fue respaldado por todos los organismos oficiales de la OLP.
Algunos sectores del movimiento de resistencia palestino se opusieron al acuerdo y trataron de violar el alto el fuego. En abril de 1978, el líder de segundo nivel de Fatah, Mohammad Daoud Oudeh (Abu Daoud), organizó células de unos 70 a 80 combatientes con la intención de romper el alto el fuego. Arafat y Khalil Wazir ordenaron la detención de todos los implicados y Abu Daoud fue posteriormente acusado de colaborar con el renegado de Fatah, Abu Nidal, para romper el alto el fuego.

### Retirada israelí

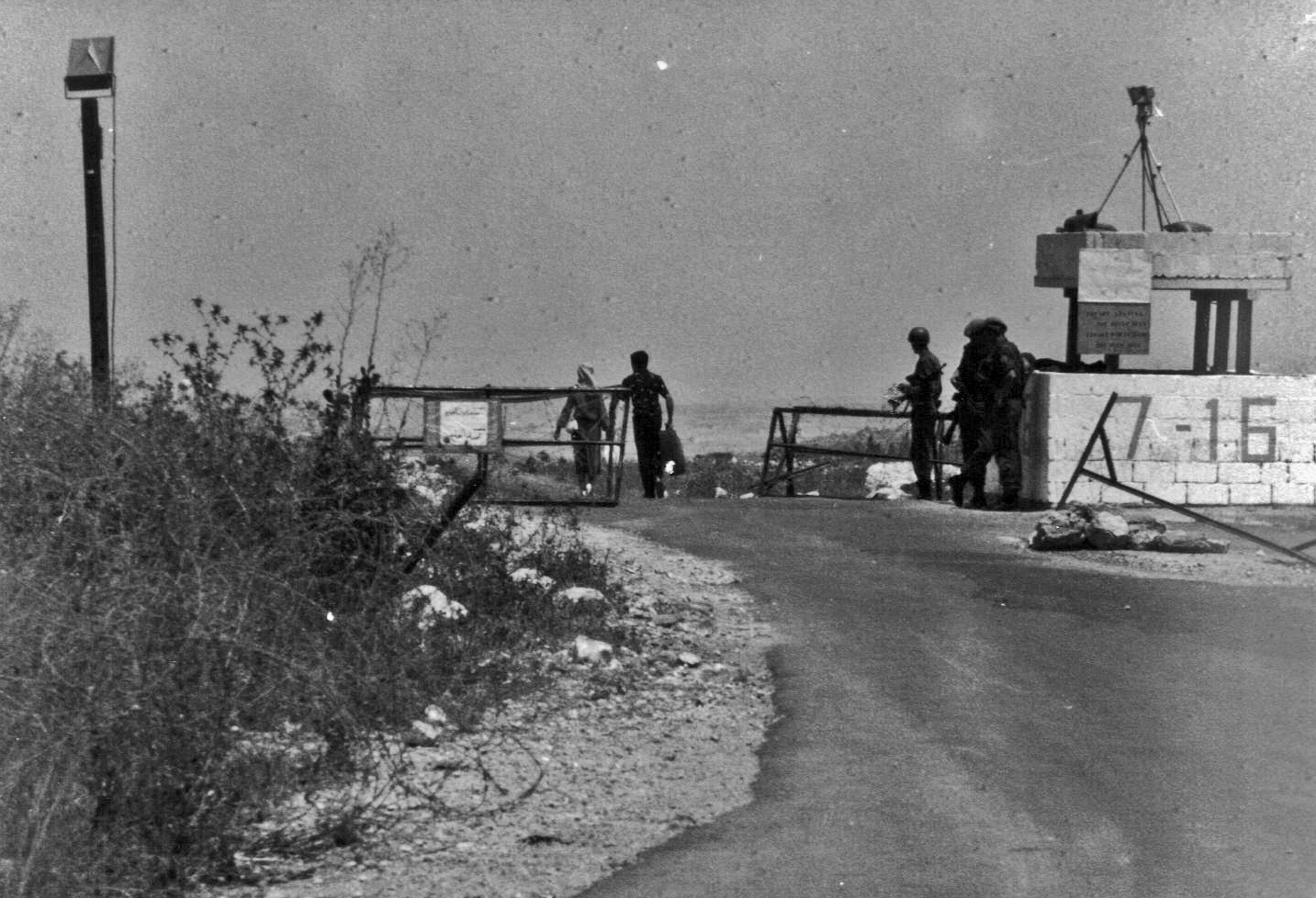
Control de carretera de la UNIFIL en el Líbano, 1981

Las fuerzas israelíes se retiraron más tarde en 1978, entregando las posiciones que ocupaban dentro del Líbano a su aliado, la milicia del Ejército del Sur del Líbano (SLA). equipada, entrenada y financiada por Israel, bajo el liderazgo del mayor Saad Haddad. El 18 de abril de 1979, Haddad proclamó la zona controlada por sus tropas como el «Gobierno del Líbano Libre». Al día siguiente, el gobierno libanés lo tildó de traidor y lo despidió oficialmente del ejército libanés en virtud del decreto presidencial n.º 1924.
El 19 de abril de 1978, el SLA bombardeó la sede de la FPNUL, hiriendo a ocho soldados de la ONU. En abril de 1980, tres soldados irlandeses de la ONU (los soldados Barrett, Smallhorne y O'Mahoney) fueron secuestrados y dos de ellos asesinados por pistoleros cristianos aliados de Israel. El soldado O'Mahoney sobrevivió (recibió un disparo de una metralleta durante el incidente) en territorio del SLA; en otro incidente, otro soldado irlandés, el soldado S. Griffin, recibió un disparo de los hombres de Haddad y fue evacuado a Israel, donde posteriormente murió durante un tratamiento médico. Las facciones palestinas también atacaron a la FPNUL, secuestraron a un soldado irlandés de la FPNUL en 1981 y siguieron ocupando zonas del sur del Líbano.

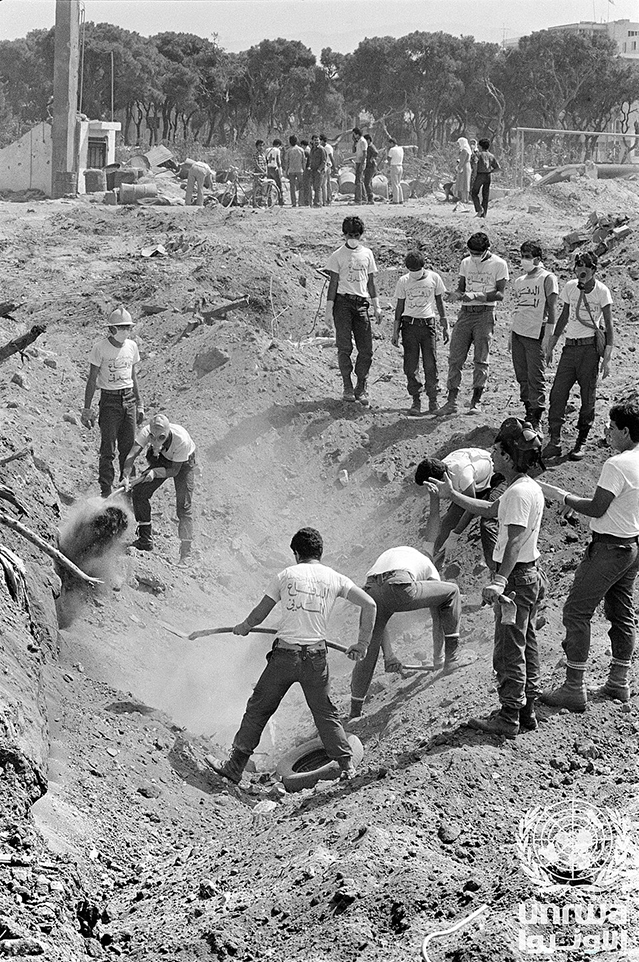
Hombres cavan una fosa común para los miles de víctimas civiles de la masacre de Sabra y Chatila de 1982.

Las hostilidades continuaron a medida que la guerra civil libanesa se intensificaba y los combates se intensificaban en el sur. Los continuos ataques a Israel por parte de la OLP con base en el Líbano culminaron en una segunda invasión israelí en 1982, lo que dio lugar a un conflicto que persistió durante la década siguiente. La invasión israelí de 1982, fue la más sangrienta ya que provocó la muerte de unas 20 000 personas, en su mayoría civiles. Uno de los episodios más sangrientos de está guerra fue la masacre de Sabra y Chatila cuando milicias cristianas apoyadas por Israel entraron en dos campos de refugiados en Beirut y masacraron a entre 2000 y 3000 civiles palestinos.
En 2000, el Consejo de Seguridad de las Naciones Unidas concluyó que, a partir del 16 de junio de 2000, Israel había retirado sus fuerzas del Líbano de conformidad con la Resolución 425.
La afirmación de Hezbolá de que Israel no se retiró totalmente, fue rechazada explícitamente por el informe del Secretario General de las Naciones Unidas que dio lugar a la Resolución 1583. La ocupación siria del Líbano dio lugar a la Resolución 1559 del Consejo de Seguridad de las Naciones Unidas, que exigía la retirada de los 14 000 soldados sirios restantes (de los 50 000 que había inicialmente) y el desmantelamiento de Hezbolá y de las milicias palestinas. El 26 de abril de 2005, tras 29 años de presencia militar siria en el Líbano, las últimas tropas sirias se retiraron de conformidad con la resolución.